# Albert Kersten
Albert Emmanuel Kersten (1943) is emeritus hoogleraar Historische ontwikkeling van het volkenrecht en de diplomatieke geschiedenis aan de Universiteit Leiden.

## Biografie
Kersten studeerde af in 1970 in geschiedenis aan de Katholieke Universiteit van Nijmegen. Hij promoveerde in 1981 te Nijmegen op Buitenlandse zaken in ballingschap 1940-1945. In de jaren 1977 tot 1996 werkte hij mee aan de uitgaven in de reeks Documenten betreffende de buitenlandse politiek van Nederland, 1919-1945. In 1982 hield hij zijn inaugurele rede als hoogleraar Historische ontwikkeling van het volkenrecht en de diplomatieke geschiedenis aan de Universiteit Leiden waar hij in 2005 met emeritaat ging. Daarna publiceerde hij een biografie van Joseph Luns (1911-2002). Daarnaast publiceerde prof. dr. A.E. Kersten tientallen artikelen over de geschiedenis van de Nederlandse buitenlandse politiek. Ook werkte hij mee aan het Biografisch Woordenboek van Nederland.